# Asiolasma damingshan
Espèce
Synonymes
- Cladolasma damingshan Zhang & Zhang, 2013

Asiolasma damingshan est une espèce d'opilions dyspnois de la famille des Nemastomatidae.

## Distribution
Cette espèce est endémique du Guangxi en Chine. Elle se rencontre dans le xian de Wuming.

## Description
Le mâle holotype mesure 3,15 mm.
Le mâle décrit par Martens en 2019 mesure 3,50 mm.

## Systématique et taxinomie
Cette espèce a été décrite sous le protonyme Cladolasma damingshan par Zhang et Zhang en 2013. Elle est placée dans le genre Asiolasma par Martens en 2019.

## Étymologie
Son nom d'espèce lui a été donné en référence au lieu de sa découverte, la réserve naturelle nationale de Damingshan.

## Publication originale
- Zhang & Zhang, 2013 : « Description of a new Cladolasma (Opiliones: Nemastomatidae: Ortholasmatinae) species from China. » Zootaxa, no 3691(4), p. 443–452.